# Гейер, Флодоард
Флодоард Гейер (нем. Flodoard Geyer; 1 марта 1811, Берлин — 3 апреля 1872, Берлин) — немецкий композитор и музыкальный педагог.
Изучал богословие, затем занимался композицией под руководством А. Б. Маркса. В 1842 г. основал Академическое мужское хоровое общество. В 1844 г. вместе с Ф. Коммером, Т. Куллаком и О. Ланге стал соучредителем Берлинского союза музыкантов (нем. Berliner Tonkünstler-Verein). В 1851—1866 гг. преподавал теорию музыки в Консерватории Штерна, с 1856 г. профессор; написал учебник композиции (нем. Musikalische Kompositionslehre; 1862). Среди его учеников, в частности, Фридрих Киль и Рихард Метцдорф. Одновременно сотрудничал как музыкальный критик и редактор с берлинскими газетами, в том числе в 1860—1866 гг. с Berlinische Nachrichten von Staats- und gelehrten Sachen.
Автор нескольких опер, лирической мелодрамы «Мария Стюарт» (по мотивам одноимённой трагедии Ф. Шиллера; 1836, для солиста, хора и оркестра), симфоний, церковной и камерной музыки, органной сонаты, фортепианных пьес, многочисленных песен и хоров.